# Heteroscymnoides marleyi
Lo squalo pigmeo nasolungo (Heteroscymnoides marleyi Fowler, 1934), unica specie del genere Heteroscymnoides, è un membro della famiglia dei Dalatiidi diffuso nelle acque tropicali dell'Atlantico sud-orientale e dell'Indiano occidentale a profondità che possono raggiungere i 500 m. La sua lunghezza è di 29 cm. È molto raro.